# Zeche Unterste Kuh
Die Zeche Unterste Kuh war ein Steinkohle-Bergwerk in Hattingen-Niederstüter im heutigen Nordrhein-Westfalen. 
Das auch unter dem Namen Zeche Unterste Kuhe bekannte Bergwerk befand sich neben der Zeche Oberste Kuh im Bereich der heutigen Straßen Paasstraße und Am Friedhof in den Oberstüter Bergen.

## Bergwerksgeschichte
Am 9. September des Jahres 1727 erfolgte die Belehnung. In den Jahren 1754 und 1755 kam es zu Absatzschwierigkeiten, daher wurde das Bergwerk zeitweise in Fristen gelegt. In den Jahren 1758 bis 1762 war das Bergwerk nachweislich in Betrieb. Am 7. März des Jahres 1792 wurde ein Längenfeld verliehen. Gegen Ende des 18. Jahrhunderts wurde das Bergwerk in der Niemeyerschen Karte eingetragen. In den Jahren 1881 bis 1883 war das Bergwerk in Betrieb. Im Jahr 1884 wurde die Zeche Unterste Kuh stillgelegt. Im Jahr 1910 wurde die Berechtsame der Zeche Alte Haase zugeschlagen.

## Förderung und Belegschaft
Die ersten bekannten Förder- und Belegschaftszahlen stammen aus dem Jahr 1881, von sieben Bergleuten wurden 609 Tonnen Steinkohle gefördert. Im darauffolgenden Jahr wurden von 14 Bergleuten 2393 Tonnen Steinkohle gefördert, dies war auch gleichzeitig die maximale Förderung des Bergwerks. Die letzten bekannten Förder- und Belegschaftszahlen des Bergwerks stammen aus dem Jahr 1883, in diesem Jahr wurden von neun Bergleuten 1460 Tonnen Steinkohle gefördert.